# Danijel Pranjić
Danijel Pranjić [ˈdaniɛl ˈpraɲitɕ] (* 2. Dezember 1981 in Našice) ist ein ehemaliger kroatischer Fußballspieler und jetziger -trainer.

## Karriere

### Vereine
Aus der Jugend von NK NASK Našice, dem Fußballverein seines Geburtsortes, hervorgegangen, spielte Pranjić für diesen auch bis 2000 im Ligaspielbetrieb. Danach war er eine Spielzeit für NK Papuk Orahovica und dem Zweitligisten NK Belišće aktiv, bevor er 2002 zum Erstligisten NK Osijek wechselte. Nach nur einer Saison für den Traditionsverein Dinamo Zagreb wechselte Pranjić in die Niederlande zum Erstligisten SC Heerenveen. In vier Spielzeiten gelangen dem Mittelfeldspieler 32 Tore, 16 allein in der Saison 2008/09, an dessen Ende der Gewinn des niederländischen Vereinspokals stand.
Um in der Saison 2009/10 für den FC Bayern München in der Bundesliga spielen zu können, steuerte er circa 700.000 Euro zur festgeschriebenen Ablösesumme von 7,7 Millionen Euro selber bei. Am 8. August 2009 (1. Spieltag) beim 1:1-Unentschieden bei der TSG 1899 Hoffenheim stand er in der Startelf und gab sein Debüt in der höchsten deutschen Spielklasse. Das erste Pflichtspiel für den Rekordmeister absolvierte er zuvor am 2. August in der 1. Runde des DFB-Pokals bei der SpVgg Neckarelz. Sein erstes und auch gleichzeitig einziges Bundesliga-Tor erzielte er am 12. Dezember 2009 (16. Spieltag) beim 5:1-Sieg in Bochum. Der 2012 auslaufende Vertrag wurde nicht verlängert.
Nach drei Spielzeiten verließ er den FC Bayern München in Richtung Portugal und unterschrieb am 13. Juli beim Erstligisten Sporting Lissabon einen bis 30. Juni 2015 datierten Vertrag. Für diesen debütierte er in der Liga am 16. September 2012 (3. Spieltag) beim 1:1-Unentschieden im Auswärtsspiel gegen CS Maritimo.
Im Januar 2013 wurde er dann bis zum Saisonende 2012/13 an den spanischen Erstligisten Celta Vigo verliehen, der sich zudem eine Kaufoption sicherte.
Am 30. August 2013 wurde bekannt, dass Pranjić und Sporting Lissabon in beiderseitigem Einvernehmen den noch bis zum 30. Juni 2015 laufenden Vertrag auflösten.
Zur Saison 2013/14 wechselte er zum griechischen Erstligisten Panathinaikos Athen, für den er am 15. September 2013 (4. Spieltag) beim 1:1-Unentschieden im Auswärtsspiel gegen Platanias Chanion bis zur 85. Minute debütierte. Am 8. Dezember 2013 (14. Spieltag) gelangen ihm beim 4:0-Sieg im Auswärtsspiel gegen AEL Kallonis seine ersten beiden Ligatore.
Im September 2016 – während der laufenden Saison 2016/17 – verpflichtete ihn der slowenische Erstligist FC Koper. Sein Debüt gab er am 21. September 2016 (10. Spieltag) bei der 1:2-Niederlage im Heimspiel gegen NK Maribor, sein erstes Ligator erzielte er am 11. März 2017 (24. Spieltag) beim 4:1-Sieg im Heimspiel gegen NK Radomlje mit dem Treffer zum 1:0 in der siebten Minute.
Seit der Saison 2017/18 spielt er auf Zypern für den Erstligisten Anorthosis Famagusta. Sein Debüt gab er am 20. August 2017 (1. Spieltag) beim 1:1-Unentschieden im Auswärtsspiel gegen den Lokalrivalen Nea Salamis Famagusta. Zur Saison 2019/20 wechselte er zum Zweitligisten AO Agia Napo aus dem gleichnamigen Ort und zur Saison 2020/21 zu Omonia Psevda, für den Verein er als Spielertrainer fungierte. In seine Heimat zurückgekehrt, war er als Trainer des Zweitligisten NK Dubrava Zagreb für die Dauer von knapp eineinhalb Monaten tätig.

### Nationalmannschaft
Am 6. September 2002 gab Pranjić sein Debüt im Nationaltrikot: Im Qualifikationsspiel zur U-21-Europameisterschaft 2004 in Vinkovci stand er in der Startelf, die mit 3:1 gegen die Auswahl Estlands gewann. Es folgten fünf weitere Einsätze in der Qualifikation, zwei in den Entscheidungsspielen gegen die Auswahl Schottlands und zwei während der U-21-Europameisterschaft 2004 in Deutschland. Sein einziges Tor in dieser Auswahlmannschaft erzielte er mit dem Halbzeitstand zum 1:0 am 19. August 2003 in London, beim 3:0-Sieg über die Auswahl Englands.
Sein Debüt in der A-Nationalmannschaft seines Landes gab Pranjić am 16. November 2004 in einem Test-Länderspiel, welches mit 0:1 in Dublin gegen Irland verloren wurde. 2006  wurde er in den Qualifikationsspielen zur Weltmeisterschaft 2006 eingesetzt und nahm mit der Nationalmannschaft sowohl am Turnier in Deutschland als auch am Turnier, der Europameisterschaft 2008, in Österreich und der Schweiz teil.
Am 12. August 2011 gab Nationaltrainer Slaven Bilić bekannt, dass Pranjić unter ihm nie wieder zum Einsatz kommen werde. Pranjić hatte die sportliche Leitung des Nationalteams öffentlich kritisiert. Nach dem Spiel gegen Irland hatte sich Pranjić auf ungebührliche Weise über seine Rolle im Team geäußert. Pranjić kehrte dennoch wieder in den Kader der Nationalmannschaft zurück.
2012 kam Pranjić beim ersten Spiel unter dem neuen Nationaltrainer Igor Štimac gegen die Auswahl der Schweiz zwar zum Einsatz, jedoch sah Štimac von weiteren Nominierungen ab. Stattdessen nominierte Štimac in den folgenden Spielen Manuel Pamić, da dieser mehr Spielpraxis habe als Pranjić.
Sein erstes Länderspieltor erzielte Pranjić am 28. März 2015 in Zagreb beim 5:1-Sieg im EM-Qualifikationsspiel gegen die Auswahl Norwegens mit dem Treffer zum Endstand in der 90. Minute.

## Erfolge
- Griechischer Pokalsieger: 2014
- Champions-League-Finalist: 2010, 2012
- Deutscher Meister: 2010
- DFB-Pokal: 2010
- DFL-Supercup: 2010
- Niederländischer Pokal: 2009